# Agrárpolitika
Az agrárpolitika a mezőgazdaság irányítása; minden olyan kormányzati intézkedés, döntés, amely a mezőgazdaság működésével, fejlesztésével kapcsolatos.

„Az agrárpolitika a mezőgazdasági népesség magas aránya mellett a lakosság többségének jólétét közvetlenül befolyásoló kormányzati magatartás. A gazdaságilag fejlett országokban, ahol viszonylag szerény az agrárnépesség aránya, ennek az állami szerepvállalásnak a fontossága mégsem csökken, sőt európai kitekintésben napjainkban erőteljesebb, mint néhány évtizede volt. Ennek oka kettős, egyrészt közérdek a lakosság igényes és lehetőleg nem drága élelmiszer ellátása, főként hazai termelésből. Másrészt a gazdaság egyéb ágainak gyors fejlődése, növekvő jövedelme mellett az agrártermelők hasonló jövedelmi színvonala nélkül az ellátási feladat zavartalanul nem teljesíthető.”

## Az EU közös agrárpolitikája
A közös agrárpolitika (rövidítve: KAP) az Európai Unió mezőgazdasági támogatási rendszerének a neve, amely az EU kiadásainak jelentős részét teszi ki. A szubvenciós rendszer a termelőknek egy minimális felvásárlási árat garantál és közvetlen kifizetéseket az ültetett növények után. Ez az EU-s gazdáknak pénzügyi biztonságot teremt, így gondoskodva a mezőgazdasági javak kellő mennyiségű előállításáról. Széles körű viták folynak a KAP reformjáról.
2018-ban Magyarország gazdabarát közös agrárpolitika elfogadását szorgalmazza, a V-4ek támogatásával.